# 未来弥
未来弥（みきや、1989年6月30日 - ）は、日本の俳優、モデル。千葉県出身。身長184cm。血液型はAB型。T-STYLE所属。

## 来歴・人物
2005年から雑誌『Fine』の専属モデルとして活動。同年にサーフィンの全国大会で上位入賞経験がある。その後、バラエティ番組『GOOD LOOKIN′CLUB』レギュラー出演（「岡崎未来弥」名義）を経て、俳優としてテレビドラマや映画に出演する。
2010年8月、『紳助社長のプロデュース大作戦!』内の企画「宮古島活性化プロジェクト」の一環で宮古島に開かれた民宿『夢来人』の従業員・ビーチボーイズの一員となる（通っていた大学は休学した）。企画開始時から番組終了まで在籍していた唯一のメンバーである。番組出演時およびビーチボーイズ内では「ミキヤ」と片仮名表記になっていた。
2011年7月にビーチボーイズとしてシングル「ビーチボーイズ」でCDデビュー。同年8月の島田紳助の引退により番組が終了、民宿『夢来人』は同年9月で閉鎖、ビーチボーイズも活動終了となった。以降はふたたびモデル・芸能活動を続ける。

## 出演

### テレビドラマ
- 新宿スワン 第3話（2007年9月1日、テレビ朝日）
- 恋愛診断 第4章「運命のコドウ」（2007年9月、テレビ東京）
- ケータイ捜査官7（2008年4月 - 2009年3月、テレビ東京） - 芹沢智 役
- 33分探偵 第6話（2008年9月6日、フジテレビ）
- Room Of King（2008年10 - 11月、フジテレビ） - 看護師 役
- the波乗りレストラン 第18回「エロティカ・セブン」（2008年11月5日、日本テレビ）
- 僕の秘密★兵器 第1話（2009年10月2日、メ〜テレ）
- インディゴの夜 第6・7話（2010年1月、東海テレビ/フジテレビ） - Kスケ 役
- タンブリング 第6話（2010年5月22日、TBS）
- 家族八景 Nanase,Telepathy Girl's Ballad 第4話（2012年2月9日、毎日放送） - 修 役
- 放課後はミステリーとともに 第3・4話（2012年5月7日・14日、TBS） - 安藤タケル 役
- イロドリヒムラ 第4話（2012年11月5日、TBS） - 哲弥（写真） 役
- スイッチガール!!2 第4・5話（2012年12月・2013年1月、フジテレビTWO）
- 町医者ジャンボ!! 第11話（2013年9月、読売テレビ）
- 相棒（2018年） - 黒土圭司

### インターネットドラマ
- 恋する星座 第3話（2009年、TBS）

### 映画
- タイマン / タイマン2（2009年） - サブ 役
- 学校裏サイト（2009年） - 皆東信吾 役
- クローズEXPLODE（2014年）

### オリジナルビデオ
- Rainbow Boys（2008年）- 野波龍二 役

### 舞台
- BROTHERS CONFLICT - 朝日奈右京 役
  - （2014年）BROTHERS ON STAGE!
  - （2015年）BROTHERS ON STAGE! 2
  - （2015年）BROTHERS ON STAGE! 再演
  - （2016年）BROTHER ON STAGE 3THE FINAL

### その他テレビ番組
- GOOD LOOKIN′CLUB（2006年 - 2007年、日本テレビ）- レギュラー
- 紳助社長のプロデュース大作戦!（2010年8月 - 2011年8月、TBS）- 「ビーチボーイズ」メンバー
- 厳選!いい宿ナビ（2012年1月 - 、テレビ東京）- 準レギュラー
- おはよう朝日です（2012年4月 -　2013年3月、朝日放送）- リポーター

### CM
- ホーユー「Beauteen」予感な色篇（2007年）
- TOYOTA「カローラルミオン」四角系男子 旅篇（2010年）

### ミュージックビデオ
- K.J.「助手席にいさせて…。with hiroko(mihimaru GT)」（2012年6月、ポニーキャニオン）

### その他
- サマンサタバサ キングズ（2013年）

## 書籍

### 雑誌
- Fine（2005年 - 、日之出出版）レギュラーモデル